# آب‌انبار ملا محمد اوز
آب‌انبار ملا محمد اوز مربوط به دوره افشار است و در اوز ـ استان فارس، شهرستان لارستان، خیابان شهید رجائی ـ جنب سالن غذاخوری واقع شده و این اثر در تاریخ ۳۰ خرداد ۱۳۷۷ با شمارهٔ ثبت ۲۰۳۸ به‌عنوان یکی از آثار ملی ایران به ثبت رسیده بود.
این اثر تاریخی در تاریخ ۸ ام تیر ماه ۱۳۹۷ به بهانه تعمیر با بیل مکانیکی تخریب گردید.
جهت مشاهده فیلم تخریب به لینک زیر مراجعه کنید
https://m.youtube.com/watch?v=AbhctYzLjhU